# Thil-sur-Arroux
Thil-sur-Arroux är en kommun i departementet Saône-et-Loire i regionen Bourgogne-Franche-Comté i östra Frankrike. Kommunen ligger i kantonen Saint-Léger-sous-Beuvray som tillhör arrondissementet Autun. År 2022 hade Thil-sur-Arroux 137 invånare.

## Befolkningsutveckling
Antalet invånare i kommunen Thil-sur-Arroux
| Referens: INSEE |